# 古今亭志ん雀
古今亭 志ん雀（ここんてい しんじゃく、1980年3月6日 - ）は、東京都練馬区出身の落語家。本名∶池田 悟朗。落語協会所属。出囃子は「忠弥合方」。

## 経歴
早稲田中学校・高等学校を経て、2002年3月に早稲田大学第一文学部卒業。卒業のちは就職をせず、演技を本格的に学ぶために劇団「テアトル・エコー」の養成所に通った。そこに講師で来ていた六代目古今亭志ん橋に2007年3月入門。前座名は「志ん坊」。
2010年9月、二ツ目昇進し「志ん𠮷」と改名。
2021年9月下席より柳家さん花、柳家緑也、柳家花いちと共に真打昇進し、「志ん雀」に改名。2022年7月下席に、真打昇進後初となる主任を池袋演芸場で務める。
感染症防止のため延期されていた真打昇進披露パーティーを、2023年4月2日に「古今亭志ん雀真打ようやく披露宴」として開催した。乾杯の音頭は田中真弓。

## 芸歴
- 2006年 - 六代目古今亭志ん橋に入門。
- 2007年3月 - 前座となる、前座名「志ん坊」。
- 2010年9月 - 二ツ目昇進、「志ん吉」と改名。
- 2021年9月 - 真打昇進、「志ん雀」と改名。

## 活動
浅草演芸ホール8月中席で毎年行われる住吉踊り連に所属している。
三遊亭律歌と共に「べこ吉の会」→「りっしん出世の会」という二人会を開いている。
TBS主催落語研究会の楽屋に、2009年1月から真打昇進直前の2021年8月まで毎回落語家スタッフとして常駐していた（2009年1月～ 前座、2012年3月～ 太鼓、2015年11月～ 笛）。通常スタッフ業務に携わる二ツ目の落語家は数年で入れ替わるが、太鼓の前任者の春風亭一之輔が抜擢真打で通常より早く業務を卒業したため、異例の長期任務となった。

## 出演

### 映画
- 二つ目物語（2022年、林家しん平監督、クロスロード）- 落語協会事務員 役